# Marguerite Frick-Cramer
Marguerite Frick-Cramer (Genève, 28 december 1887 - aldaar, 22 oktober 1963) was een Zwitserse historica en was het eerste vrouwelijke lid van het Internationaal Comité van het Rode Kruis.

## Biografie
Marguerite Frick-Cramer studeerde rechten aan de Universiteit van Genève en in Parijs en behaalde haar licentiaat in 1910. Later studeerde ze ook letteren en werd ze suppleantieprofessor geschiedenis aan de Universiteit van Genève. Ze huwde met Edouard Frick, een afgevaardigde bij het Internationaal Comité van het Rode Kruis (ICRC). In 1914, na het uitbreken van de Eerste Wereldoorlog, was ze medeoprichtster van het Internationaal Agentschap voor Krijgsgevangenen en ging ze er aan de slag als afgevaardigde. Van 1918 tot 1946 was ze lid van het Internationaal Comité van het Rode Kruis, als eerste vrouwelijke lid. Ze schreef verscheidene artikelen in het tijdschrift van deze organisatie en nam actief deel aan de opstelling van de Geneefse Conventies.

## Trivia

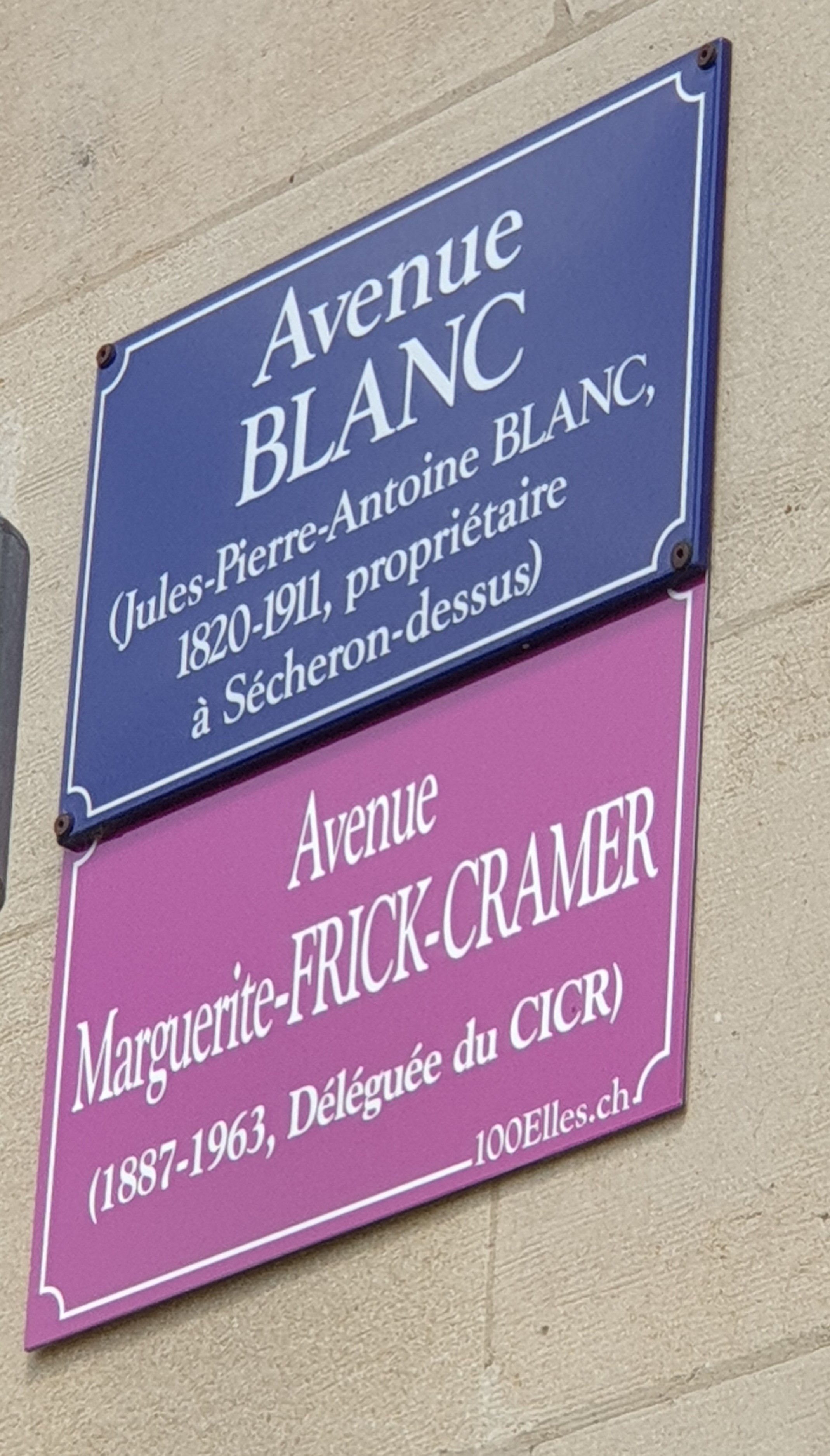
Alternatief straatnaambord van de actie 100Elles* in Genève, 2019.

- In 2019 werd in Genève door de actie 100Elles* een alternatief straatnaambord opgericht ter ere van Marguerite Frick-Cramer.

## Onderscheidingen
- Adorprijs (1911 en 1913)

## Werken
- (fr)  Genève et les Suisses, 1914.
- (fr)  Les relations politiques de Genève et des Suisses au 18e siècle
- (fr)  Les relations diplomatiques de Genève de 1814 à 1816